# Pietro Nuti
Pietro Nuti, all'anagrafe Piero (Genova, 1º maggio 1928 – Torino, 24 gennaio 2023), è stato un attore italiano.

## Biografia
La sua carriera da attore inizia e si sviluppa soprattutto in ambito teatrale, prima al Teatro Duse (parte dello Stabile di Genova) e poi al Piccolo di Roma. Fa parte della compagnia di Dario Fo per cinque anni. Ottiene grandi riconoscimenti interpretando Il bell'indifferente di Jean Cocteau e nel ruolo del vecchio Farinelli nello spettacolo Farinelli di Sandro Cappelletto, dialogo a due voci con il sopranista Angelo Manzotti.
Al cinema prende parte a una decina di film, interpretando sempre ruoli secondari o di carattere. È protagonista ne Le vigne di Meylan (1993) accanto alla moglie Adriana Innocenti. Da segnalare il ruolo del medico del carcere nel film L'istruttoria è chiusa: dimentichi (1971). Ha preso parte a numerosi film e serie Tv, tra i quali va segnalata la sua interpretazione del maresciallo Pietro Badoglio in Maria José - L'ultima regina (2001), miniserie diretta da Carlo Lizzani.
È morto il 24 gennaio 2023, all'età di 94 anni.

## Filmografia

### Cinema
- L'istruttoria è chiusa: dimentichi, regia di Damiano Damiani (1971)
- In nome del popolo italiano, regia di Dino Risi (1971)
- Il generale dorme in piedi, regia di Francesco Massaro (1972)
- Il caso Pisciotta, regia di Eriprando Visconti (1972)
- Le ultime ore di una vergine, regia di Gianfranco Piccioli (1972)
- Donne d'affari, episodio di Chi dice donna dice donna, regia di Tonino Cervi (1976)
- Todo Modo, regia di Elio Petri (1976)
- Il petomane, regia di Pasquale Festa Campanile (1983)
- Joan Lui - Ma un giorno nel paese arrivo io di lunedì, regia di Adriano Celentano (1985)
- Il coraggio di parlare, regia di Leandro Castellani (1987)
- Le vigne di Meylan, regia di Rocco Cesareo (1993)
- Fuga di cervelli, regia di Paolo Genovese (2013)

### Televisione
- L'arma segreta, regia di Leonardo Cortese (1963)
- Il conte di Montecristo, regia di Edmo Fenoglio (1966)
- Vino e pane (1973)
- Anna Karenina (1974)
- I giusti, regia di Enrico Colosimo (1970)
- La carriera, regia di Flaminio Bollini (1973)
- Vedrai che cambierà, regia di Paolo Poeti (1976)
- Uomini della scienza (1977)
- Tecnica di un colpo di stato: la marcia su Roma (1978)
- Bel Ami (1979)
- La tela del ragno, regia di Mario Ferrero (1980)
- L'usura, regia di Maurizio Rotundi (1981)
- Benedetta e company, regia di Alfredo Angeli (1983)
- Roma: 16 ottobre 1943, regia di Pino Passalacqua (1983)
- Caccia al ladro d'autore (1985)
- Un caso d'incoscienza, regia di Emidio Greco (1985)
- Edera (1992)
- Il grande fuoco, regia di Fabrizio Costa (1995)
- La memoria e il perdono, regia di Giorgio Capitani (2001)
- Maria José - L'ultima regina, regia di Carlo Lizzani - miniserie TV (2001)
- Le cinque giornate di Milano, regia di Carlo Lizzani (2004)
- Il bene e il male - serie TV, episodi 1x03-1x06 (2009)

## Prosa televisiva RAI
- La visita della vecchia signora di Friedrich Dürrenmatt, regia di Mario Landi, trasmessa il 30 novembre del 1973.
- Gastone di Ettore Petrolini, regia di Maurizio Scaparro, trasmessa il 9 settembre 1977.